# Kövesfalvi István
Kövesfalvi István (Budapest, 1968. december 5. –) magyar labdarúgókapus.

## Pályafutása
A BVSC nevelése. 1988 tavaszától, a katonaideje alatt a Nagykanizsai Volán Dózsában szerepelt. 1989 nyarától ismét a BVSC játékosa volt. 1991 novemberében a csapata elcserélte a budafoki Gáspár Józsefért. 1994 nyarától a Vasasban játszott. 1995 tavaszán leigazolta a REAC. 1996 októberétől a DVSC játékosa lett. 1997-ben 590 percen keresztül nem kapott gólt az NB I-ben. 1998 januárjában a Gázszer szerződtette. 2000 januárjában a sérült Végh Zoltán pótlására leigazolta a Vasas. 2002 júliusában az NB I-ből kiesett Vasasból a REAC-hoz távozott. Az év végén hererákot diagnosztizáltak a szervezetében, amit decemberben megműtöttek. Májusban szerepelt újra mérkőzésen a magyar kupában. 2004 nyarán a Diósgyőrbe igazolt. 2006-ban az Újpest játékosa lett, ahol Balajcza Szabolcs mellett két kupa és egy bajnoki mérkőzésen kapott lehetőséget. 2007-ben a Tatabányára került, ahol elsősorban kapusedzőként számítottak rá. 2008 januárjában visszaigazolt a Diósgyőrhöz, ahol az utánpótlás kapusokkal is foglalkozott. 2009-ben a Szolnok játékosa lett. Itt kapusedzőként is tevékenykedett. 2011 augusztusában a Dabas szerződtette. 2012 februárjától az Eger kapusedzője volt. 2014 januárjától a Budaörs kapusedzője volt.

## Külső hivatkozások
- hlsz.hu profil
- transfermarkt.com profil
- int.soccerway.com
- Interjú Kövesfalvi - www.keepersport.hu. (Hozzáférés: 2010. május 22.)[halott link]